# João Paulo Conceição
João Paulo Revez Martins Conceição (Setúbal, 1950 — 1 de dezembro de 2011), foi um arquiteto português.

## Biografia / Obra

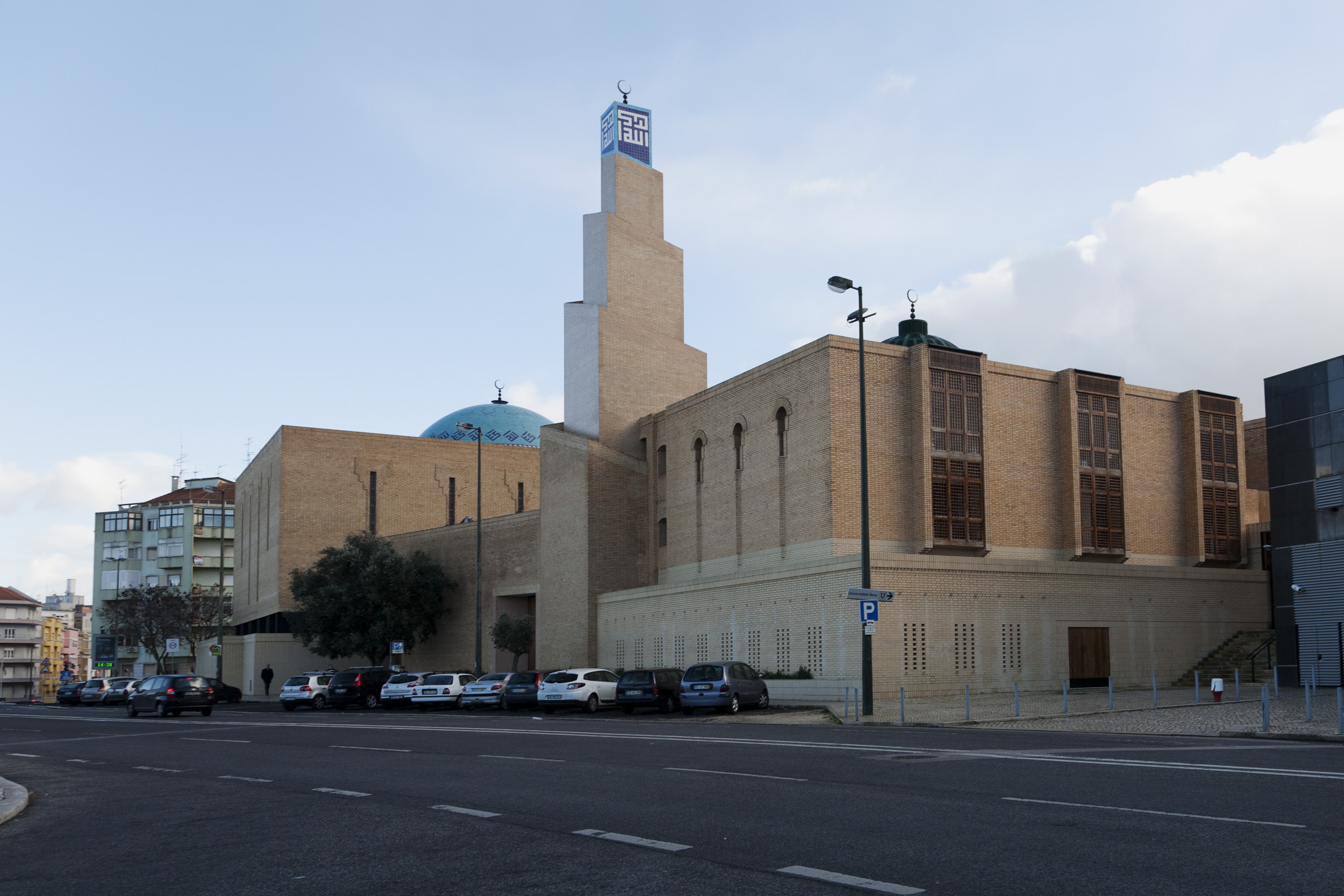
Mesquita Central de Lisboa

Formado pela Escola Superior de Belas Artes de Lisboa, iniciou a actividade profissional com o arquitecto Keil do Amaral. Entre 1977-1978, exerceu funções no GAT de Seia. Foi professor na Escola Universitária das Artes de Coimbra e na Fundação Ricardo Espírito Santo Silva / Escola Superior de Artes Decorativas.
Entre os trabalhos projetados no seu gabinete podem destacar-se: Mesquita Central de Lisboa; Agência da Caixa Geral de Depósitos de Alijó-Cuba; empreendimento habitacional Pátio das Janelas Verdes , Lisboa; espaço Relógio de Sol, Portugal dos Pequenitos, Coimbra; modernização e recuperação da Escola Secundária Infanta D. Maria, Coimbra, e da Escola Secundária D. Filipa de Lencastre, Lisboa (2007-2010).
Em 2012 foi-lhe atribuída postumamente uma Menção Honrosa, Prémio Valmor e Municipal de Arquitetura, 2007 (edifício novo, Rua das Janelas Verdes, nº 3-3B, Lisboa).